# خدیجه بنت مأمون
خدیجه  بنت مأمون شاعر عراقی در سدهٔ سوم هجری بود. همانند عمه‌اش عُلیّه بنت مهدی می‌سرود. داستانی از اعجاب متوکل از شعر خدیجه در الاغانی یاد شده است.